# 池上彰の選挙ライブ
池上彰の選挙ライブシリーズ（いけがみあきらのせんきょライブシリーズ）は、テレビ東京（TXN）系列および、BSテレビ東京（旧BSジャパン）における生放送の選挙特別番組シリーズである。
池上彰（NHK社会部記者出身のジャーナリスト）による冠番組シリーズの1つで、放送回ごとの正式なタイトルは各節を参照。第50回衆議院議員総選挙（2024年10月27日執行）の特別番組（『集まれ!総選挙ライブ』）については、「池上の冠番組」として編成されていないが、本人が一部の時間帯に出演していたことから本項に記述する。

## 概要
「家族で楽しめる選挙特番」をテーマ、「選挙の裏側をとことんわかりやすく」をモットーに放送されるTXN系列全国ネット向けの開票特別番組。テレビ東京制作の報道・経済系番組（当番組のシリーズ開始時点では『経済ドキュメンタリードラマ ルビコンの決断』など）にレギュラーで出演している池上彰が、総合司会と解説を担当する。第1回のみ『TXN参院選特番 池上彰の選挙スペシャル』というタイトルで放送されたが、第2回以降の国政選挙開票特別番組シリーズには、『TXN選挙スペシャル』という冠名称が付いている。
池上は『TXN参院選特番 池上彰の選挙スペシャル』の制作会見で「視聴率トップは目指しませんが、恥ずかしくないところを狙いたい」と語っていたが、視聴率（ビデオリサーチ調べ、関東地区・世帯・リアルタイム）は同時間帯の民放2位だった。さらに、第2回『池上彰の参院選ライブ』では、23時台（23:00 - 24:00）において、民放1位の7.9%（同局発表）を記録するに至っている。第3回『池上彰の参院選ライブ』では、10.2%（第1部）、10.3%（第2部）、8.9%（第3部）を記録（いずれもビデオリサーチ調べ、関東地区・世帯・リアルタイム）し、民放他局の選挙特番に圧勝した。第4回『池上彰の総選挙ライブ』はテレビ朝日系列の「選挙ステーション2014」第1部と11.6%で民放トップを分け合う形となった。第5回『池上彰の参院選ライブ』では、第2部（20時から22時まで）が11.6%、第3部（22時から23時48分まで）が9.9%（ビデオリサーチ調べ、関東地区・世帯・リアルタイム）を記録し、民放トップの数字となった。
2013年までは国政選挙の投・開票日夜間に限って放送してきたが、2014年には東京都知事選挙についても、投開票翌日未明（当日深夜）に開票特別番組を放送することとなった。2016年の都知事選においても池上を司会に据えた開票特別番組を日曜ビッグバラエティ枠（ただし、番組全体で30分繰り上げ・36分拡大。）で行ったが、『池上彰のニッポンの大問題 都知事選スペシャル』と「ライブ」の名称は用いていない。
なおテレビ東京では、『TXN参院選特番 池上彰の選挙スペシャル』の放送を機に、池上司会の報道特別番組や池上のレギュラー番組を定期的に編成（池上彰#出演番組で詳述）。2012年アメリカ合衆国大統領選挙の期間中には、池上を「特別ニューヨーク特派員」に起用している。
2016年11月9日21:00 - 22:48には、米国時間8日に当開票日を迎えるアメリカ大統領選挙の報道特別番組『池上彰の日本人が知りたい世界の大問題 ～アメリカ大統領選ライブ～』を放送した。
2017年7月2・3日には、同月2日投開票の2017年東京都議会議員選挙の開票特別番組『池上彰のニッポンの大問題～都議会ライブ～』を放送する（第1部…2日19:54 - 22:24・第2部…3日1:00 - 2:00〈2日深夜〉）。なおこれに先立ち、池上はTOKYO MXにおいて似たようなコンセプトの都議会議員選開票特別番組の総合司会を2013年に務めている。
2017年10月22日には、第48回衆院選の開票特別番組を『池上彰の総選挙ライブ』として放送。視聴率は9.8%で、在京民放キー局が制作する国政選挙での開票特別番組としては、13年の参院選、14年の衆院選。16年の参院選に続いてトップに立った。
2019年7月21日には、第25回参院選の開票特別番組を『池上彰の参院選ライブ』として3部構成で放送。最高視聴率は第2部（20:00 - 22:00）の6.0%（いずれも関東地区におけるビデオリサーチ調べの世帯平均視聴率）だったが、民放での4位（NHK総合テレビを含めれば5位）に相当したことから、在京民放キー局制作の国政選挙開票特別番組における連続1位の記録が4回で途切れた。その後も1位への返り咲きには至っていないが、第26回参院選の開票特別番組（『池上彰の参院選ライブ』として2022年7月10日に放送）では2位を記録している。
2024年10月27日には、第50回衆院選の開票特別番組を『集まれ!総選挙ライブ』というタイトルで放送した。開票特別番組のタイトルから池上の氏名が外れたのは、本人が同日の時点で2024年アメリカ合衆国大統領選挙（日本時間で11月5日に執行）に向けてアメリカ国内を取材していたことによる。この番組では、大江が単独で総合司会を務める一方で、池上も滞在先のニューヨークから中継で出演。オープニングの中継では、「日本の総選挙のことを予定に入れていなかった（アメリカ取材のスケジュールを組んだ後に『10月1日に発足したばかりの第1次石破内閣が、同月9日に衆議院を解散する』という想定外の事態が生じた）ので、総選挙の投・開票日を日本以外の国で初めて迎えることになった」と説明している。もっとも、関東地区における『集まれ!総選挙ライブ』第2部（20:00以降）の世帯平均視聴率は2.9%で、（池上の古巣であるNHKを含めて）地上波テレビ局が同じ時間帯に放送していた全国向け開票特別番組の中で最も低かった。
2025年7月20日の第26回参院選では池上から「長年、選挙報道に関わり自分としては〝卒業〟した気持ちであり、今後は後進に譲りたい」との意向があったことを受けて、本シリーズの流れを継承しないことになり、地上波向けの開票特別番組自体の規模も大幅に縮小されることになった。当日は21時台のレギュラー番組『家、ついて行ってイイですか?』を、前枠『日曜ビッグバラエティ』枠も吸収した18:30からの拡大スペシャルとして放送。開票特別番組については『選挙サテライト2025〜いま知りたい"100のギモン"〜』として、第1部を前述番組の中断番組として19:55 - 20:15に組み込み第一報を伝えた後、22:00 - 23:00に本編にあたる第2部を放送する形とする。なお、第1部と第2部の間の時間帯も「テレ東Biz」の配信限定で開票特番を継続するほか、公示期間中の週末にも関東ローカルで同一タイトルの関連特番を放送する。また、池上は投開票翌日（同月21日）の『ワールドビジネスサテライト』に出演し、開票結果を受けた事後解説を行う予定。

## 特色
当選者に関する些末なプロフィールを紹介することや、池上を初めとする出演者が政党・団体の関係者に対して鋭い質問を投げ掛けることや、他局ではあまり放送されないような「政治の裏側」に迫る特集を放送することが特徴。当選者や政党・団体関係者に容赦の無い質問や指摘を浴びせかける池上のスタイルは、インターネットを中心に「池上無双」と呼ばれている。 この表現は、統括プロデューサーの福田裕昭（テレビ東京報道局）と選挙特番制作チームが共同で著した同名の書籍（2016年に角川新書で刊行）のタイトルにも使われている（詳細後述）。
過去の放送では、自民党を支える日本遺族会や日本会議、民主党（当時）の支持母体である日教組や連合による組織票、公明党と創価学会の関係などにまで踏み込んでいた。2016年には、「タブーを恐れず政治家に容赦ない質問や指摘を浴びせる池上のインタビューに加え、視聴者目線で候補者の経歴や活動をわかりやすく解説することにより、選挙報道に新たな地平を拓いた」として、池上と本番組のチームが第64回菊池寛賞を受賞した。
2017年の『総選挙ライブ』からは、過去のシリーズ番組や池上の他の冠番組にスタジオゲストとして出演してきたタレントの小島瑠璃子を、中継キャスターに起用している。小島は他局のスポーツキャスターとして2012年3月からスポーツの現場を定期的に取材しているが、2017年の『総選挙ライブ』では、立憲民主党・希望の党開票センターで本格的な情勢取材を初めて担当。アナウンサーや記者顔負けのリポートで、自身の愛称（こじるり）にちなんで、前述した池上と同様に「こじるり無双」という表現で絶賛された。2019年の『参院選ライブ』では、選挙に関するスポットからの移動生中継のリポートを任されている。
2019年の『参院選ライブ』では、池上をモデルに作られたVチューバー風のアニメキャラクター「イケガミ君」を、スタジオ映像や取材VTRの随所に登場させていた。その一方で、テレビ東京および系列局では、平成時代最後の日（同年4月30日）の夜から令和時代最初の日（翌5月1日）の未明にかけて『池上彰の改元ライブ 平成から令和…新時代を見に行く!』という特別番組を生放送。『池上彰の～ライブ』と題する特別番組では初めて、選挙以外のテーマ（令和改元）で全編を構成した。
2024年10月27日放送の『集まれ!総選挙ライブ』では、池上がスタジオへ出演しなかった一方で、各界から20人のゲストがスタジオに登場した。もっとも、一部の時間帯（20:42頃 - 21:18頃）では、ゲストの1人であった秋葉弘道（東京都内の食品スーパー「アキダイ」の代表取締役）が「翌28日（月曜日）に店頭で販売する生鮮食品の仕入れ」を理由にスタジオから離席。本来はCMの合間に完結させるセットチェンジを、ゲストからの協力を得ながら生放送中に2度実施するなど、生放送の開票特別番組としては異例のハプニングが相次いだ。

## 放送時間
※すべてJSTで表記。
第22回参院選『池上彰の選挙スペシャル』
- 2010年7月11日 19:54 - 22:24
  - 19:54 - 21:00（第1部）
  - 21:00 - 22:24（第2部）
- BSジャパンでは、全編をサイマル放送。地上波でのネット局では、第2部の途中から独自編成へ移行した。
- 地上波では当番組に続いて、小谷真生子が総合司会を務める『ニッポン戦略会議2010』を22:24から放送。

第46回衆院選『池上彰の総選挙ライブ』
- 2012年12月16日 19:54 - 翌0:24[23][24]
  - 19:54 - 22:00（第1部）
  - 22:00 - 翌0:24（第2部）
- BSジャパンでは、20:00 - 23:00に限ってサイマル放送。
- 岐阜放送では一部時間帯にて岐阜県内の選挙速報に差し替えた他、ネット受け中もL字で岐阜県内の選挙速報を表示していた。
- この特別番組は、2012年度の第50回ギャラクシー賞でテレビ部門の優秀賞を受賞した[25]。

報道特番 池上彰の“ニッポンの大疑問”
- 2013年6月26日 20:00 - 22:48
- 第23回参議院議員選挙に先駆けて、生放送のパートを組み込んだ事前収録番組として編成。
- この放送からアシスタントがニューヨーク支局に赴任した大江麻理子から相内優香に交替した（大江はニューヨークから中継で出演）。

第23回参院選『池上彰の参院選ライブ』
- 2013年7月21日 19:50 - 23:54
  - 19:50 - 21:00（第1部）
  - 21:00 - 22:30（第2部）
  - 22:30 - 23:54（第3部）
- BSジャパンでは、20:00 - 22:00に限ってサイマル放送を実施。テレビ大阪では一部パートを、黒田有（メッセンジャー）の司会・大塚奈央子（放送の時点では同局のアナウンサー）の進行・中野雅至の解説・自局制作による近畿地方の開票特別番組「黒田有のブラック選挙」に差し替えた。また、岐阜放送では随時、テレビ北海道、テレビ愛知・テレビせとうちでも21:18頃 - 21:28頃・22:59頃 -23:09頃は各エリア毎の開票速報や分析などに差し替えされた。
- この放送では中継リポートやスタジオを担当した大浜平太郎がサブキャスターになり池上・相内と3人で番組を進行した。

2014年東京都知事選挙『池上彰の都知事選ライブ』
- 2014年2月10日 0:35 - 1:35（9日深夜）
  - 全編ローカルセールス枠。テレビ東京・テレビ北海道・テレビ大阪の3局ネット。

第47回衆院選『池上彰の総選挙ライブ』
- 2014年12月14日 19:50 - 23:54
- BSジャパンでは、20:00 - 22:00に限ってサイマル放送。

第24回参院選『池上彰の参院選ライブ』
- 2016年7月10日 19:50 - 23:48
- BSジャパンでは、20:00 - 22:00に限ってサイマル放送。

2017年度東京都議会議員選挙『池上彰のニッポンの大問題～都議選ライブ～』
- 第1部：2017年7月2日 19:54 - 22:24　※ネットワークセールス枠
- 第2部：2017年7月3日 01:00 - 02:00（2日深夜）　※ローカルセールス枠（テレビ愛知のみ非ネット）
- 去年7月放送の都知事選特番以来、都議選としてゴールデン帯に6局ネットでの生放送はテレビ東京史上初[26]。

第48回衆院選『池上彰の総選挙ライブ』
- 2017年10月22日 19:50 - 23:48
- BSジャパンも同時ネット。

池上彰の改元ライブ 平成から令和…新時代を見に行く！
- 2019年4月30日 22:00 - 翌1:00
- BSテレ東（旧：BSジャパン）・BSテレ東4Kでも、全編をサイマル放送。

第25回参院選『池上彰の参院選ライブ』
- 2019年7月21日 19:50 - 23:46
- BSテレ東（旧：BSジャパン）では、19:50 - 20:54に限ってサイマル放送。

2021年自由民主党総裁選挙『池上彰の選挙ライブ』
- 2021年9月29日 13:40 - 15:40
- 関東ローカルで放送。

第49回衆院選『池上彰の総選挙ライブ』
- 2021年10月31日 19:50 - 23:47
- テレ東BIZ[注釈 1]とParavi[注釈 2]で全編のサイマル配信[27]、BSテレ東で19:50 - 23:00に限ってサイマル放送を実施した。

第26回参院選『池上彰の参院選ライブ』
- 2022年7月10日 19:50 - 23:42
- 2022年4月からTVerで提供されている「テレ東系リアルタイム配信サービス」とテレ東BIZで全編のサイマル配信、BSテレ東で19:50 - 22:00に限ってサイマル放送を実施[28][29]。
- テレビ東京では前日（7月9日）の13:28 - 14:23に、若年の有権者による投票を促す目的で、『Are you ready?池上彰の参院選直前スペシャル』という「予習特番」の関東ローカル放送を予定していた[30]。しかし、内閣総理大臣・自由民主党総裁時代に『総選挙ライブ』で池上との質疑応答に臨んでいた安倍晋三への銃撃事件が7月8日に発生したことを受けて、池上などの出演による緊急報道特別番組を上記の放送枠で編成[31]。「予習特番」については、収録済みの動画を14:30頃からテレ東BIZ・Paravi・TVerで配信した結果、関東以外の地方でもインターネット経由で視聴できるようになった[32]。

第50回衆院選『集まれ!総選挙ライブ』
- 2024年10月27日 19:50 - 23:30
- TVerで提供されている「テレ東系リアルタイム配信サービス」と、テレ東BIZで全編をサイマル配信。
- 番組のタイトルから池上の氏名を外していたが、本人は滞在先のニューヨークから一部の時間帯に生中継で出演。

## ネット局
| 放送対象地域   | 放送局                | 系列           | 備考・脚注 |
| -------------- | --------------------- | -------------- | ---------- |
| 関東広域圏     | テレビ東京（TX）      | テレビ東京系列 | 【制作局】 |
| 北海道         | テレビ北海道（TVh）   | テレビ東京系列 |            |
| 愛知県         | テレビ愛知（TVA）     | テレビ東京系列 | [ 33 ]     |
| 大阪府         | テレビ大阪（TVO）     | テレビ東京系列 |            |
| 岡山県・香川県 | テレビせとうち（TSC） | テレビ東京系列 | [ 34 ]     |
| 福岡県         | TVQ九州放送（TVQ）    | テレビ東京系列 | [ 34 ]     |
| 岐阜県         | 岐阜放送（GBS）       | 独立局         | [ 36 ]     |
| 三重県         | 三重テレビ（MTV）     | 独立局         | [ 37 ]     |
| 滋賀県         | びわ湖放送（BBC）     | 独立局         | [ 38 ]     |
| 奈良県         | 奈良テレビ（TVN）     | 独立局         | [ 39 ]     |
| 和歌山県       | テレビ和歌山（WTV）   | 独立局         | [ 40 ]     |
| 日本全国       | BSテレ東・BSテレ東4K  | BS放送         | [ 42 ]     |

## 出演者
出演者の肩書は、放送日時点の肩書で表記。

### 第22回参院選『池上彰の選挙スペシャル』
- 総合司会：池上彰[注釈 3]
- アシスタント：大江麻理子（テレビ東京アナウンサー）
- ゲスト：地井武男、細川茂樹、中川翔子、麻木久仁子
- 中継リポート：森本智子（テレビ東京アナウンサー）、倉野麻里（テレビ東京アナウンサー）、大浜平太郎（テレビ東京キャスター）、前田有花（テレビ東京報道部記者）
- ロケーション：相内優香（テレビ東京アナウンサー）、繁田美貴（テレビ東京アナウンサー）

### 第46回衆院選『池上彰の総選挙ライブ』
- 総合司会：池上彰
- アシスタント：大江麻理子（テレビ東京アナウンサー）
- ゲスト：（全編）峰竜太（前半のみ）坂下千里子、ゴリ、道重さゆみ（後半のみ）、宮崎美子、眞鍋かをり
- 中継リポート：大橋未歩（テレビ東京アナウンサー）、前田真理子（テレビ東京アナウンサー）、松丸友紀（テレビ東京アナウンサー）、大浜平太郎（スタジオ内）
- ロケーション：相内優香（テレビ東京アナウンサー）、狩野恵里（テレビ東京アナウンサー）

### 報道特番 池上彰の“ニッポンの大疑問”
- 総合司会：池上彰
- アシスタント：相内優香（テレビ東京アナウンサー）
- ゲスト：高橋英樹、坂下千里子、ゴリ、春香クリスティーン／渡辺えり（収録パートのみ）
- 中継リポート：大江麻理子（テレビ東京アナウンサー）、大浜平太郎（テレビ東京キャスター）
- ロケーション：繁田美貴、紺野あさ美（テレビ東京アナウンサー）

### 第23回参院選『池上彰の参院選ライブ』
- 総合司会：池上彰
- サブキャスター：大浜平太郎（テレビ東京キャスター）
- アシスタント：相内優香（テレビ東京アナウンサー）
- ゲスト：峰竜太、宮崎美子、坂下千里子、徳井義実（チュートリアル）、春香クリスティーン
- 中継リポート：松丸友紀（テレビ東京アナウンサー）、繁田美貴（テレビ東京アナウンサー）、狩野恵里（テレビ東京アナウンサー）、進藤隆富（テレビ東京報道局記者）
- ロケーション：繁田美貴、鷲見玲奈（テレビ東京アナウンサー）／宮崎美子

### 2014年東京都知事選挙『池上彰の都知事選ライブ』
- 総合司会：池上彰、大浜平太郎（テレビ東京キャスター）、相内優香（テレビ東京アナウンサー）
- ゲスト：津田大介、坂下千里子

### 第47回衆院選『池上彰の総選挙ライブ』
- 総合司会：池上彰、大江麻理子（テレビ東京キャスター）
- サブキャスター：大浜平太郎（テレビ東京キャスター）
- アシスタント：相内優香（テレビ東京アナウンサー）
- ゲスト：峰竜太、宮崎美子、東貴博、浅香唯、春香クリスティーン、佐野ひなこ
- ロケーション：狩野恵里（テレビ東京アナウンサー）、鷲見玲奈（テレビ東京アナウンサー）

### 第24回参院選『池上彰の参院選ライブ』
- 総合司会：池上彰、大江麻理子（テレビ東京キャスター）
- サブキャスター：大浜平太郎（テレビ東京キャスター）
- アシスタント：相内優香（テレビ東京アナウンサー）
- ゲスト：峰竜太、宮崎美子、高橋みなみ、浅香唯、小島瑠璃子
- ロケーション：狩野恵里（テレビ東京アナウンサー）、鷲見玲奈（テレビ東京アナウンサー）、西野志海（テレビ東京アナウンサー）、片渕茜（テレビ東京アナウンサー）

### 2016年東京都知事選挙『池上彰のニッポンの大問題都知事選スペシャル』
- 総合司会：池上彰
- サブキャスター：森本智子（テレビ東京キャスター）、大橋未歩（テレビ東京アナウンサー）
- 中継キャスター：相内優香（テレビ東京アナウンサー）、森田京之介（テレビ東京アナウンサー）、篠原裕明（テレビ東京報道局）
- ゲスト：峰竜太、パトリック・ハーラン、東貴博
- ロケーション：吉本実優、片渕茜（テレビ東京アナウンサー）

### 2017年東京都議会議員選挙 『池上彰の都議選ライブ～ニッポンの大問題～』
- 総合司会：池上彰、大江麻理子（テレビ東京キャスター）、相内優香（テレビ東京アナウンサー）
- 中継キャスター：狩野恵里 (テレビ東京アナウンサー）、小島瑠璃子
- ゲスト：峰竜太、宮崎美子、東貴博、坂下千里子

### 第48回衆院選『池上彰の総選挙ライブ』
- 総合司会：池上彰、大江麻理子（テレビ東京キャスター）
- サブキャスター：大浜平太郎（テレビ東京キャスター）、相内優香（テレビ東京アナウンサー）
- 中継キャスター：小島瑠璃子
- ゲスト：峰竜太、宮崎美子、東貴博、坂下千里子、宮澤エマ

### 第25回参院選『池上彰の参院選ライブ』
- 総合司会：池上彰、大江麻理子（テレビ東京キャスター）、相内優香（テレビ東京アナウンサー）
- 中継キャスター：小島瑠璃子[注釈 4]
- ゲスト：峰竜太、宮崎美子、カンニング竹山

### 第49回衆院選『池上彰の総選挙ライブ』
- 総合司会：池上彰、大江麻理子（テレビ東京キャスター）
- サブキャスター：大浜平太郎（テレビ東京キャスター）、角谷暁子、田中瞳（いずれもテレビ東京アナウンサー）
- スタジオゲスト：梅沢富美男、宮崎美子、河合郁人（A.B.C-Z）、横山由依（AKB48）、伊原六花
- ロケーションゲスト：宮崎美子、朝日奈央

### 第26回参院選『池上彰の参院選ライブ』
- 総合司会：池上彰、大江麻理子（テレビ東京キャスター）
- サブキャスター：大浜平太郎（テレビ東京キャスター）、片渕茜、角谷暁子（いずれもテレビ東京アナウンサー）
- 取材・解説キャスター：篠原裕明、豊島晋作（いずれもテレビ東京報道局記者）
- ゲスト：勝俣州和、鈴木福、宮崎美子

### 第50回衆院選『集まれ!総選挙ライブ』
- 総合司会：大江麻理子（テレビ東京キャスター）
- サブキャスター：大浜平太郎（テレビ東京キャスター）、角谷暁子、田中瞳（いずれもテレビ東京アナウンサー）
- 解説キャスター：豊島晋作（テレビ東京キャスター）、篠原裕明（テレビ東京報道局）
- 移動中継：片渕茜（テレビ東京キャスター）、中原みなみ（テレビ東京アナウンサー）
- ニューヨーク中継：池上彰
- ゲスト：石原良純、ウエンツ瑛士、ゆうちゃみ、小泉悠（軍事アナリスト）、秋元里奈（株式会社ビビットガーデン代表取締役社長）、後藤達也（経済ジャーナリスト）、古市憲寿（社会学者）、坂下千里子、秋葉弘道（株式会社アキダイ代表取締役）、鈴木洋嗣（政治経済アナリスト）、唐鎌大輔（みずほ銀行　チーフ・マーケットエコノミスト）

## 書籍
- 「池上無双 テレビ東京報道の『下剋上』」（福田裕昭・テレビ東京選挙特番チーム、角川新書、2016年6月10日初版刊行、ISBN 4-04-082085-1）